# Високаје
Високаје или Високоје (блр. Высокае; рус. Высокое) најзападнији је град у Републици Белорусији. Административно припада Камјанечком рејону Брестске области. 
Према подацима пописа становништва из 2009. у граду је живело 5.376 становника.

## Географија
Град лежи на крајњем западу Камјанечког рејона, свега неколико километара од међународне границе према Пољској, на око 30 км северозападно од административног центра области Бреста, и на око 40 км западно од центра рејона Камјанеца. 
Недалеко од града пролази деоница међународне железничке линије на релацији Брест—Бјалисток.

## Историја
У писаним изворима насеље се први пут помиње током XIV века као Високиј Горад (Высокий Город), а касније постаје познато као Високо-Литовск (тај назив остаје све до 1939).
Насеље 1494. добија Магдебуршко право и постаје слободан трговачки град.
Године 1785. кнез Александар Сапега у граду оснива манастир светог Бонифација са конаком. Године 1795. постаје делом Пруске, а 1807. и Руске Империје. 
Након краткотрајног периода под Пољском влашћу (од 1921), град 1939. постаје саставним делом Белоруске ССР. У периоду од 1940. до 1962. био је центар истоименог рејона, од када је у саставном делу Камјанечког рејона. 

## Демографија
Према подацима пописа становништва из 2009. у граду је живело 5.376 становника.
| 1939. | 1959. | 1970. | 1979. | 1989. | 2009. |
| ----- | ----- | ----- | ----- | ----- | ----- |
| 6.100 | 2.625 | 3.915 | 4.636 | 4.510 | 5.376 |